# Isa Edholm
Isa Ingrid Sophia Elisabet Edholm, född Altberg den 14 augusti 1930 i Härnösand, död den 28 september 2021 i Kalmar, var en svensk radioproducent.

## Biografi
Edholm avlade studentexamen 1949 och studerade därefter vid Uppsala universitet. Hon var först vikarie på sjukhus, skolor, bibliotek, därefter frilans på Sveriges Radio från 1968 och bibliotekarie på Västerbottens vårdskola från samma år.
Hon anställdes på Sveriges Radio (SR) 1972 och blev sedermera radioproducent på Sveriges Radio i Umeå. Hon ägnade sig åt samhällsprogram samt program om barn och utbildning. 1995 startade hon det feministiska radioprogrammet Freja! som sändes i SR P1, där olika kvinnoöden i form av korta historier presenterades. Några av dess berättelser gavs också ut i boken Kvinnohistorier: Fanny Kamprad, Mary Quant och 83 andra kvinnor (2001).
Hon tilldelades Stora journalistpriset 1992, främst för kvinnoprogrammet Radio Ellen, vilket hon startade 1981, och blev hedersdoktor vid Umeå universitet 2002. Den 18 september 2024 beslöt byggnadsnämnden i Umeå att namnge en gata efter Edholm i den planerade utökningen av stadsdelen Olofsdal, just söder om radiohuset på Mariehem.

### Familj
Isa Edholm var dotter till advokat Ebbe Altberg och Nanny Brodén.